# كيم جين كيونغ
كيم جين كيونغ (بالكورية: 김진경)‏ هي عارضة أزياء وممثلة كورية جنوبية. ولدت يوم 3 مارس 1997 في سول في كوريا الجنوبية.